# Samuel Butler (1774-1839)
Samuel Butler (Kenilworth, 30 gennaio 1774 – Shrewsbury, 4 dicembre 1839) è stato un vescovo anglicano, filologo classico, pedagogista, e bibliofilo inglese.

## Biografia
Samuel Butler era il nonno del romanziere Samuel Butler (1835-1902), che del nonno scrisse una biografia "contestualizzata", pubblicata nel 1896, interessante per la descrizione del clero e degli studiosi inglesi all'inizio del XIX secolo.
Samuel Butler frequentò la Rugby School e l'università di Cambridge (St. John's College), laureandosi nel 1796. La sua carriera scolastica fu molto brillante: vinse molti premi da studente, soprattutto come classicista, e nel 1798 divenne direttore del college di Shrewsbury, scuola che sotto la sua direzione divenne una delle più prestigiose del Regno Unito.
Fu un ecclesiastico anglicano: canonico della cattedrale di Lichfield nel 1807 e di Derby nel 1822, nel 1836 fu ordinato vescovo anglicano di Lichfield e di Coventry.
Nel periodo 1809-1816 Butler curò una edizione critica di Eschilo, con note di Thomas Stanley, sottoposta a una drastica revisione nel 1832. Samuel Butler scrisse inoltre testi scolastici di geografia, moderna e antica, che ebbero molto successo e vennero di frequente ristampati.
Samuel Butler fu un importante bibliofilo. La sua grande biblioteca comprendeva una eccellente raccolta di manoscritti ed edizioni aldine di classici latini e greci; le edizioni aldine furono vendute all'asta dagli eredi, i manoscritti vennero invece acquistati dallo stato e fanno parte della Biblioteca Bodleiana dell'università di Oxford.

## Opere
- Samuel Butler, Geographia classica, or The application of ancient. Philadelphia: Lea & Blanchard, 1847
- Samuel Butler, An atlas of modern geography, by Samuel Butler, d.d. author of Modern & ancient geography for the use of schools. London: published by Longman, Rees, Orme, Brown & Green, 1826